# Wartburggespräche
Die Wartburggespräche katholischer Burschenschafter des RKDB waren eine gesellschaftspolitische Veranstaltungsreihe, die von 1990 bis 2009 einmal pro Jahr im September bzw. Oktober auf der Wartburg in Eisenach veranstaltet wurden. Neben einem verbindungsstudentischen Rahmenprogramm waren der Europakommers und ein Vortragssymposium mit ausgewählten, überwiegend prominenten Referenten zu gesellschaftspolitischen Themen der aktuellen Zeit Hauptprogrammpunkte. Jedes Wartburggespräch hatte ein individuelles Rahmenthema. Die Gespräche wurden von 2010 bis 2014 vom Cartellverband fortgesetzt und 2019 versucht, von der KDB Sigfrida zu Bonn im RKDB wieder aufzunehmen.

## Geschichte
Die gesellschaftlichen Umbrüche nach der Wende 1989 mit Öffnung der Mauer gaben dem damaligen Philistersenior der KDB Sigfridia zu Bonn im RKDB, Franz Josef Klassen den Anlass, zum einen den für Studentenverbindungen historischen Ort Eisenach mit dem Burschenschaftsdenkmal, zum anderen Eisenach als annähernd geographische „Mitte Europas“ zum Veranstaltungsort für eine Auseinandersetzung mit Themen der Zeit zu wählen. Aus dem Kreise seiner Verbindung, verstärkt durch weitere Mitglieder aus Burschenschaften des RKDB und dem Ringrat (oberstes beschlussfassendes Gremium des RKDB) wurde das Vorbereitende Komitee der Wartburg-Gespräche gegründet, welches die Aufgabe hatte, sowohl die organisatorische, aber vor allem die inhaltliche Vorbereitung der nächsten Gespräche zu übernehmen. Später wurde die Konrad-Adenauer-Stiftung (KAS) gewonnen, die organisatorische Vorbereitung mitzutragen und gemeinsam mit der Sparkassen-Kulturstiftung Hessen-Thüringen sowie der Wartburg-Sparkasse Eisenach eine finanzielle Unterstützung zu gewähren. Klassen wurde 2010 für sein besonderes, europäisches, gesamtdeutsches und ökumenisches Engagement mit dem Verdienstorden des Freistaates Thüringen ausgezeichnet.
Im zwanzigsten Jahr wurde die Entscheidung getroffen, die Veranstaltungsreihe aus u. a. organisatorisch-strukturellen, personellen und finanziellen Gründen zu beenden. In Abstimmung des Cartellverbandes (CV) mit dem Vorbereitenden Komitee wurde im September 2010 das 1. Wartburggespräch des CV mit einem ähnlichen Profil abgehalten. Das letzte CV-Wartburggespräch erfolgte 2014.

### Wiederaufnahme 2019
Ende 2018 wurde aus Reihen der KDB Sigfridia zu Bonn im RKDB die "Bildungsakademie Sigfridia e.V." in Bonn gegründet und beschlossen, im Rahmen des Angebotes der Akademie die Wartburggespräche nach langjähriger Pause fortzusetzen. Es war geplant, die Reihe der Wartburggespräche vom 27. bis 29. September 2019 mit dem Thema Digitalisierung als ethische Herausforderung wieder aufzunehmen, die Veranstaltung musste jedoch wg. zu geringer Teilnehmerzahl abgesagt werden.

## Ablauf
Die Wartburgespräche fanden in der Regel im September statt. Beginn war mit einem Begegnungsabend der Teilnehmer am Freitagabend im Hotel Kaiserhof, Eisenach. Am Samstagvormittag fand das Vortragssymposium auf der Wartburg statt, endete mit einem gemeinsamen Mittagessen. Am frühen Abend wurde ebenfalls auf der Wartburg ein gemeinsames Abendessen eingenommen, im Anschluss der Europakommers des RKDB begangen. Ein prominenter Festredner hielt einen Festvortrag. Am Sonntagmorgen wurde ein Pontifikalamt meist in der St.-Elisabeth-Kirche zu Eisenach gehalten, die Veranstaltung endete am Sonntagmittag nach einem wiederum gemeinsamen Mittagessen.

## Die Wartburggespräche
| Datum                       | Thema | Veranstalter           |
| --------------------------- | --- | ---------------------- |
| 20. Okt. 1990–22. Okt. 1990 | Soziale Marktwirtschaft – Chancen und Verpflichtungen                                                                             | RKDB                   |
| 12. Okt. 1991–14. Okt. 1991 | Chancen der Einheit – Dissonanzen des Wandels                                                                                     | RKDB                   |
| 10. Okt. 1992–12. Okt. 1992 | Unsere gemeinsame Zukunft in einem gemeinsamen Europa                                                                             | RKDB                   |
| 01. Okt. 1993–02. Okt. 1993 | Braucht die Bundesrepublik Deutschland eine neue Verfassung ?                                                                     | RKDB                   |
| 30. Sep. 1994–02. Okt. 1994 | Was macht die deutsche Einheit so schwierig? – Versuch einer Zwischenbilanz nach 4 Jahren                                         | RKDB                   |
| 30. Sep. 1995–02. Okt. 1995 | Deutschland und Europa auf dem Weg in das 3. Jahrtausend – Zwischen Skepsis und Euphorie                                          | RKDB                   |
| 20. Sep. 1996–22. Sep. 1996 | Die Staatswerdung Europas – Das Ende nationaler Streitigkeiten?                                                                   | RKDB                   |
| 26. Sep. 1997–28. Sep. 1997 | Die Osterweiterung der Europäischen Union                                                                                         | RKDB                   |
| 18. Sep. 1998–20. Sep. 1998 | Die Europäische Union – aus Sicht der USA, der Russischen Föderation, der VR China und der Schweiz                                | RKDB                   |
| 17. Sep. 1999–19. Sep. 1999 | Werte und nationale Identität im vereinten Deutschland                                                                            | RKDB                   |
| 22. Sep. 2000–24. Sep. 2000 | Die Bedeutung der christlichen Kirchen und die Bewahrung christlicher Traditionen – eine Wertediskussion im vereinten Deutschland | RKDB                   |
| 14. Sep. 2001–16. Sep. 2001 | Ethische Grenzen naturwissenschaftlicher und humanmedizinischer Forschung – Forschung am Menschen, Forschung für den Menschen     | RKDB                   |
| 11. Sep. 2002–13. Sep. 2002 | Christentum, Islam, Judentum – im Spannungsfeld der Kulturen                                                                      | RKDB/KAS               |
| 12. Sep. 2003–14. Sep. 2003 | Die Osterweiterung der Europäischen Union – politische, kulturelle und religiöse Aspekte                                          | RKDB/KAS               |
| 24. Sep. 2004–26. Sep. 2004 | Die Globalisierung – eine Herausforderung für eine neue Weltordnung und die Bedeutung der Medien                                  | RKDB/KAS               |
| 16. Sep. 2005–18. Sep. 2005 | Der Wirtschaftsstandort Deutschland und seine Zukunftschancen – Quo vadis Deutschland, quo vadis Europa?                          | RKDB/KAS               |
| 22. Sep. 2006–24. Sep. 2006 | Forschungsstandort Deutschland, seine Rahmenbedingungen, Chancen, Grenzen – Aspekte im europäischen Vergleich                     | RKDB/KAS               |
| 14. Sep. 2007–16. Sep. 2007 | Hält der Generationenvertrag – Demographie im Wandel                                                                              | RKDB/KAS               |
| 19. Sep. 2008–21. Sep. 2008 | Europa – eine Herausforderung für die Nationalstaaten                                                                             | RKDB/KAS               |
| 04. Sep. 2009–06. Sep. 2009 | Chancen und Risiken bei der Lösung der globalen finanz- und wirtschaftlichen Schwierigkeiten                                      | RKDB/KAS               |
| 11. Sep. 2010–12. Sep. 2010 | 20 Jahre danach: Die Wiedergewinnung der deutschen Einheit                                                                        | CV/KAS                 |
| 22. Sep. 2012–23. Sep. 2012 | Der Euro – Eine Schicksalsfrage                                                                                                   | CV/KAS                 |
| 13. Sep. 2014–14. Sep. 2014 | Europa ohne Frieden | CV/KAS                 |
| 27. Sep. 2019–29. Sep. 2019 | Digitalisierung als ethische Herausforderung (abgesagt)                                                                           | KDB Sigfridia Bonn/KAS |

Eine Aufzählung der Referenten und Festredner würde den Rahmen einer übersichtlichen Tabelle sprengen, auf der Webseite des RKDB bzw. der Bildungsakademie Sigfridia ist eine komplette Auflistung zu den Veranstaltungen des RKDB/KDB Sigfridia zu finden.